# Маркус Матісен
Маркус Матісен (дан. Marcus Mathisen, нар. 27 лютого 1996, Альбертслунн, Данія) — данський футболіст, центральний захисник шведського клуба «Сіріус».

## Ігрова кар'єра

### Клубна
Маркус Матісен народився у передмісті Копенгагена і займатися футболом почав у столичному клубі «Копенгаген». З весни 2015 року футболіст почав тренуватися разом з першою командою. У стартовому складі Матісен дебютував у липні того року. Але в першій команді він зіграв лише чотири поєдинки.
У 2016 році футболіст перебрався до сусідньої Швеції, де приєднався до клубу «Гальмстад». За результатами сезону 2017 року разом з командою Матісен вилетів до Супереттан. Але у 2019 році він знову повернувся до Аллсвенскан вже як гравець клубу «Фалкенберг», де провів ще два сезони.
У січні 2021 року Маркус Матісен як вільний агент підписав контракт з клубом «Сіріус» до кінця 2023 року.

### Збірна
З 2012 року Маркус Матісен захищав кольори юнацьких збірних Данії.

## Досягнення
Копенгаген
 Чемпіон Данії: 2015/16
 Переможець Кубка Данії (2): 2014/15, 2015/16